# Al-Wàthiq II (abbàssida del Caire)
Abu-Hafs Úmar al-Wàthiq bi-L·lah —àrab: أبو حفص عمر الواثق بالله, Abū Ḥafs ʿUmar al-Wāṯiq bi-Llāh—, més conegut pel seu làqab com a al-Wàthiq II (?-1386), fou califa abbàssida del Caire (1383-1386), sota la tutela dels mamelucs d'Egipte.